# George Montandon
Pour les articles homonymes, voir Montandon (homonymie).
George-Alexis Montandon est un médecin, anthropologue et explorateur hélvético-français, né à Cortaillod en Suisse le 19 avril 1879 et mort en août 1944, soit abattu par la Résistance le 3 à Clamart avec son épouse, soit des suites de ses blessures le 30 à Fulda en Allemagne, selon les sources.
Ethnologue au musée de l'Homme, théoricien du racisme, collaborateur et antisémite, il fut l'une des cautions d'un racisme dit « scientifique » avant la Seconde Guerre mondiale. Toutefois, même sous Vichy, lui et le courant auquel il appartient avec René Martial demeurent marginaux dans le monde intellectuel français.

## Biographie

### Famille
George Montandon est le fils de James Montandon, industriel, et de Cornélie Philippine Catherine Rehfuss. Son père, James Montandon, de La Brévine, né en 1846, fut conseiller municipal à Colombier en 1888, puis député au Grand Conseil du Canton de Neuchâtel en 1889, charges qu'il exerçait encore en 1895. Il fut aussi membre du Conseil d'administration et du Conseil d'escompte de la Banque cantonale neuchâteloise en 1905.

### Formation
George Montandon, le plus jeune de quatre enfants, fait des études de médecine à l'université de Genève, puis à l'université de Zurich où, de 1906 à 1908, il pratique la chirurgie à la clinique universitaire. Après son service militaire, il se prend de passion pour l'anthropologie. Il se rend à Hambourg, puis à Londres et décide de devenir explorateur. À trente ans, en octobre 1909, il s'embarque à Marseille pour l'Éthiopie qu'il va visiter en 1910.
De retour d'Éthiopie, il s'installe comme médecin à Renens (Vaud). En 1914, il s'engage comme volontaire dans un hôpital français de Bourg-en-Bresse, où il remet en pratique sa formation de chirurgien, puis rentre en Suisse en 1916. En 1919 il étudie au Musée d'ethnographie de Genève la généalogie des instruments de musique et les « cycles de civilisation ».

### Attrait pour le communisme et l'Union soviétique
Attiré par la révolution bolchévique de 1917, Montandon se rend en Union soviétique en 1919, chargé par la Croix-Rouge d'organiser le rapatriement par Vladivostok de prisonniers de guerre autrichiens retenus en Sibérie. Il en profite pour étudier les derniers Aïnous de l'île Sakhaline et les Bouriates du lac Baïkal. À Vladivostok, il épouse une Russe communiste de 22 ans, Maria Konstantinovna Zviaguina, dont il aura trois enfants : Irène-Marie, née le 27 avril 1922 à Lausanne ; Odile-Violette-Lucie, née le 17 mai 1923 à Lausanne et George-James-Raoul, né le 28 juin 1927 à Paris.
En 1921, le Conseil d'État de Neuchâtel refuse, officiellement pour des raisons économiques mais probablement plutôt pour des raisons politiques, de ratifier sa nomination comme professeur d'ethnologie à l'Université de Neuchâtel. En effet, Montandon, revenu en Suisse, était favorable à la révolution bolchévique et était devenu membre du Parti communiste suisse. Dans Deux ans chez Koltchak et chez les bolcheviks, publié en 1923, il comprend la création d'une police politique, la Tchéka, mais il est aussi l'un des premiers à en décrire les abus. Des rumeurs l'accusent de recevoir de l'argent des services secrets soviétiques. Il dénonce l'esclavage en Abyssinie et le génocide des Indiens aux États-Unis.

### Installation en France
En 1925, il s'installe à Paris, où il travaille au Muséum national d'histoire naturelle, et écrit dans la revue communiste Clarté, dirigée par Henri Barbusse.
En 1929, Montandon publie L'Ologenèse humaine, une nouvelle théorie de l'évolution, ouvrage bien accueilli.
En 1931, il entre à l'École d'anthropologie. En 1933, il occupe la chaire d'ethnologie et il publie La Race, les races chez Payot. La classification des races proposée par Montandon est encore présentée en 1965 comme une référence par Georges Olivier, professeur d'anthropologie à la Faculté des sciences et professeur d'anatomie à la Faculté de médecine de Paris, dans son ouvrage Morphologie et types humains (p. 129–132).
Il est naturalisé français avec sa femme et ses trois enfants par un décret du 29 mai 1936, publié au Journal officiel du 7 juin 1936.

### Vers l'antisémitisme
Nommé en 1936 conservateur du Musée Broca, et déçu par le Front populaire, peut-être pour des raisons plus personnelles que politiques, il se tourne vers l'antisémitisme et correspond alors avec des antisémites réputés comme Henri-Robert Petit, Léon de Poncins et Armand Bernardini. L'ouvrage de Céline Bagatelles pour un massacre est clairement influencé par les travaux de Montandon, qui est même cité dans L'École des cadavres. Montandon justifie par ailleurs « l'ethno-racisme » de Céline par « l'ethno-racisme juif ».

### Collaboration et eugénisme durant l'Occupation
Il publie des articles antisémites dès l'été 1940 dans La Gerbe d'Alphonse de Châteaubriant et dans La France au travail. Dans un article publié le 2 juillet 1940 dans La France au travail, il demande : 1°) le retrait de la nationalité française aux citoyens juifs 2°) Leur dépossession 3°) Leur transplantation dans un pays autochtone qui leur serait octroyé. Chez Denoël, l'éditeur de Céline aux Nouvelles Éditions françaises, Montandon inaugure en novembre 1940 la collection « Les Juifs en France » en publiant Comment reconnaître le Juif ?. Il s'agit d'une brochure rassemblant des citations de Louis-Ferdinand Céline, Édouard Drumont, Guy de Maupassant, Jules Michelet, Frédéric Mistral, Ernest Renan, Adolphe Thiers, Voltaire et Émile Zola. Ses travaux aideront à la mise en place de l'exposition Le Juif et la France. 
À la suite de la remise en cause des naturalisations par Vichy, Montandon perd la nationalité française et son emploi à l'École d'anthropologie, en novembre 1940. Cependant, le 27 juillet 1941, à la suite de sa démarche auprès des autorités allemandes un décret le réintègre dans la nationalité française.
Montandon est nommé président de la Commission ethnique du Parti populaire français (PPF) de Jacques Doriot.
En mars 1941, il devient à Paris directeur de la revue L'Ethnie française, « revue mensuelle de doctrine ethno-raciale et de vulgarisation scientifique », financée par l'Institut allemand de Paris, puis par le commissaire aux questions juives, Darquier de Pellepoix. Il y publie des articles sur l'« ethnie juive », l’« ethnie putain » comme il l’écrit.
En octobre 1941, il contribue à l'organisation de l'exposition du Palais Berlitz, « Le Juif et la France », où l'on cherche à apprendre à tout un chacun « comment reconnaître un juif ? ». À partir de décembre 1941, il est attaché au Commissariat général aux questions juives en qualité d'ethnologue. À ce titre, contre paiement, il délivre des certificats de non-appartenance à la race juive.
En 1942, Xavier Vallat est remplacé par Louis Darquier de Pellepoix au Commissariat général aux questions juives. L'Institut d'étude des questions juives, d'abord confié au capitaine Sézille pour organiser l'exposition allemande Le Juif et la France et surtout destiné à l'« aryanisation économique » du pays (« administrer les biens juifs et dénoncer les camouflages »), est alors dissous. En 1943, l'IEQJ est rebaptisé Institut d'études des questions juives et ethnoraciales (IEQJR) et sa direction est confiée à George Montandon, qui est chargé du cours d'« ethnoraciologie judaïque ». Parmi les formateurs de cet institut se trouvent Armand Bernardini, Claude Vacher de Lapouge (fils de Georges) et Jean Héritier, journaliste au Pilori. Montandon fait distribuer sa traduction, destinée aux étudiants en médecine, du Manuel d'eugénique et d'hérédité humaine du nazi Otmar von Verschuer, responsable de l'Institut d'anthropologie à Berlin.
En 1943, il publie avec Henry Coston la brochure du Cahier Jaune intitulée Je vous hais, dont le titre est une allusion à une réplique attribuée à Léon Blum lors d’une intervention à la Chambre des députés et dans laquelle on peut lire une apologie des camps de concentration. Il publie également son cours à l’IEQJR, où il passe en revue les solutions envisageables pour résoudre le problème juif ; il rejette assimilation, ségrégation, émancipation, rassemblement en un seul lieu et extermination. Il considère que les premières ont toutes échouées et que seule l’extermination est valable.
Sous l'Occupation, Montandon est également utilisé par le Commissariat aux questions juives pour pratiquer des « visites raciales », dont les conclusions sont adressées aux autorités de police de Vichy. Elles ont pu être utilisées contre des suspects n'ayant pas déclaré aux autorités leur judéité, entrainant leur condamnation à une peine de prison. En cas de doute au sujet de certains internés au camp de transit de Drancy, Montandon se déplace à la demande des autorités pour y pratiquer des « examens anthropométriques » à l'issue desquels il délivre ou non un « certificat d'appartenance à la race juive » valant déportation ou libération. Quelle qu'en soit l'issue, cette consultation était facturée aux intéressés 300, puis 400 francs, hors frais de déplacement. Appelé au camp pour y examiner Léonid et Maria Kaganowicz, arrêtés à la frontière espagnole en mars 1943, Montandon décrit ainsi l'homme : « Expression générale du faciès : type antéro-asiatique facilement interprétable comme judéo-antéro-asiatique. Mimique et contenance : quelque chose de judaïque, incontestablement ». Le couple sera déporté en juillet 1943.

### Libération et mort de Montandon
Le 1er mars 1944, Combat médical, organe des médecins du « Mouvement national contre le racisme », consacre deux pages sur les quatre de son premier numéro à George Montandon sous le titre « Portrait de traître : le Docteur Georges (sic) Montandon ». Le no 25 du Médecin français du mois de juin de la même année, sous le titre « Éditeurs pro-nazis », s'indigne de la parution l'année précédente à la Librairie Masson de l'ouvrage d'Otmar von Verschuer Manuel d'eugénique et d'hérédité humaine, traduit par George Montandon, qualifié d'« ethnologue douteux, pro-nazi notoire, expert vénal du Commissariat aux affaires juives » qui sera « chassé de la nationalité française et expiera en prison ses escroqueries comme ses malhonnêtetés intellectuelles ». L'article dénonce aussi l'éditeur : la maison Masson « devenue librairie de l'Institut des questions juives, subira la punition demandée par le CNÉ pour les éditeurs serviles ou cupides ». Montandon fut attaqué par la Résistance le 3 août 1944, l'éditeur Masson ne fut jamais inquiété.
Le 9 septembre de la même année, Les Lettres Françaises publient en première page de leur premier numéro public un « Manifeste des écrivains français », réclamant « le juste châtiment des imposteurs et des traîtres », signé de soixante-cinq écrivains, journalistes et éditeurs. À partir de cette date, Montandon figure sur toutes les listes noires du CNÉ, notamment sur celles du 16 septembre et du 21 octobre suivants ; son ouvrage Comment reconnaître le Juif ?, paru en 1940 dans la collection « Les Juifs en France », figure sur les listes d'interdiction édictées en 1945 par le ministère de la Guerre et est un élément à charge contre l'éditeur Denoël lors de son procès le 13 juillet 1945 et celui de sa société le 30 avril 1948, deux procès qui se sont soldés par des acquittements, tandis que Montandon a été condamné et son ouvrage Comment reconnaître le juif ? retiré de la vente.

#### Deux versions de la mort de Montandon
La maison de Montandon à Clamart est investie par des résistants le 3 août 1944. Sa femme est tuée et Montandon serait également mort à ce moment.
Cependant, selon Céline, ce que confirment des recherches effectuées par Marc Knobel dans les années 1990, Montandon n'aurait été que blessé et transporté d'abord à l'hôpital Lariboisière, qui était alors sous administration allemande, puis en Allemagne, où il serait mort le 30 août à l'hôpital Karl-Weinrich-Krankenhaus de Fulda, peut-être des suites d'un cancer en plus des blessures reçues à Clamart.

## Contribution à la connaissance de l'Éthiopie
Montandon arrive à Addis-Abeba en provenance de Djibouti fin 1909, puis visite en 1910 les régions de l'Omo, Jimma, Kaffa, Ghimirra, Gurafarda, le pays de Yambo avant de revenir à la capitale éthiopienne par Goré, Guma et Gomma. À son retour en Suisse, installé à Renens, il publie le récit de son voyage. Dans la préface datée de décembre 1912, il dit : « Le but du voyage relaté dans les pages qui suivent fut de visiter les provinces du Sud-Ouest ; sans être chargé de mission par qui que ce fût, notre seul désir de réaliser des rêves de jeunesse nous engagea à l'organiser et à l'exécuter ». Cette préparation est résumée dans une carte à l'échelle 1:3.000.000, intitulée « Les itinéraires des explorateurs du S-O de l'Éthiopie (entre les lacs et le Baro) par ordre chronologique » et qui illustre les parcours de vingt-huit explorateurs. Les descriptions détaillées et illustrées de photographies, les diagrammes et les cartes couvrent tous les aspects de la vie dans les provinces du Sud-Ouest. Montandon regroupe une quantité d'informations concises sur les sujets tels que l'habitat, la monnaie, l'esclavage, les Oromos, les religions, l'agriculture, les ustensiles domestiques, les instruments de musique et les jeux.
Ce récit de voyage forme le tome XXII du Bulletin de la Société Neuchâteloise de Géographie et paraît en 1913 chez l'éditeur neuchâtelois Attinger et simultanément chez Challamel à Paris. Il compte 424 pages, avec 202 illustrations, 14 cartes et planches hors-texte. Il est lauréat de la Société de géographie de Paris. Pour Rita et Richard Pankhurst, le récit de Montandon est au premier plan parmi ceux de cette période.
Une de ses filles, Irène-Marie, a épousé plus tard l'explorateur saharien Henri Lhote.

## Théoricien d'un racisme dit «scientifique»

### Taxinomie des races
En 1933, dans son ouvrage La Race, les races. Mise au point d'ethnologie somatique, George Montandon propose une taxonomie des « races » qui divise l'espèce humaine en cinq « grand'races » elles-mêmes divisées en « races », puis en « sous-races » et en  « groupes somatiques » :
Le catalogue est le suivant :
- Grand-race pygmoïde : (p. 122–136)
  - Race stéatopygienne
  - Race pygméenne
- Grand-race négroïde : (p. 137–177)
  - Race tasmanienne
  - Race papouasienne
  - Race nigritienne (nègre)
    - Sous-race nègre nilocharienne
    - Sous-race nègre sud-africaine
    - Sous-race nègre soudanienne

  - Race éthiopienne
  - Race dravidienne
- Grand-race vedd-australoïde : (p. 178–184)
  - Race veddienne
  - Race australienne
- Grand-race mongoloïde : (p. 185–236)
  - Race paléo-amérindienne
  - Race néo-amérindienne
  - Race esquimienne
  - Race paléo-sibérienne
  - Race mongolienne
    - Sous-race toungouzienne
    - Sous-race nord-mongolienne
      - Groupe somatique mongolique
      - Groupe somatique coréen
      - Groupe somatique ghiliak-aléoute
      - Groupe somatique saïano-samoyède

    - Sous-race sinienne
    - Sous-race paréenne
      - Groupe somatique japonais

  - Race touranienne
- Grand-race europoïde : (p. 237–269)
  - Race laponienne
  - Race aïnienne
  - Race blonde
    - Sous-race nordique
    - Sous-race subnordique

  - Race alp-arménienne
    - Sous-race alpine (celtique, cévénole, occidentale, alpo-carpathienne)
    - Sous-race adriatique (dinarique, illyrienne)
    - Sous-race anatolienne (eurasiatique, arménoïde, assyroïde)
    - Sous-race pamirienne (iranienne)

  - Race brune (méditerranéenne)
    - Sous-race ibéro-insulaire
    - Sous-race berbère
    - Sous-race arabe
    - Sous-race indo-afghane
    - Sous-race indonésienne
    - Sous-race malaise
    - Sous-race polynésienne

Cet ouvrage propose une typologie raciale de nature zoologique et somatique, du type de celle de Georges Vacher de Lapouge. Pierre-André Taguieff propose d'appeler «racialisme» cette forme de racisme, qui définit la race à partir des caractéristiques somatiques des individus et non par la descendance biologique.
En définissant le sens qu'il donne au mot « race », Montandon écrit : « Pour les anthropologues, le mot race désigne un groupe d'hommes qui s'apparentent uniquement par leurs caractéristiques physiques, c'est-à-dire anatomiques et physiologiques, en d'autres termes par leurs caractères somatiques ».  Concernant les Juifs, Montandon écrit : « Aujourd'hui les Juifs forment avant tout une ethnie, une raison sociale, et non une race uniforme. Mais, là où ils se trouvent, ils constituent des groupes somatiques dont les individus sont fréquemment discernables. Selon les contrées, ces groupes somatiques sont à rattacher à telle ou à telle autre race […] ». Concernant les Français, il précise : « les Français forment non pas une race, mais une ethnie : "l'ethnie française" ».

### Ethnie française
En 1935, paraît L'Ethnie française (Paris, Payot). Dans l'avant-propos, il écrit : « Parler de race française, c'est ne pas savoir ce qu'est une race. Il n'y a pas de race française. Il y a une ethnie française, dans la constitution somatique de laquelle entrent les éléments de plusieurs races ». Il définit l'ethnie française comme une ethnie multiraciale caractérisée par une langue et une culture. Ainsi, il consacre dans cet ouvrage un chapitre aux Arabes et Berbères d'Afrique du Nord, car il considère que si dans leur majorité ces derniers n'entrent pas encore dans l'ethnie française, c'est dans cette région « qu'est destinée à se développer une fraction, vraisemblablement encore plus importante demain qu'aujourd'hui, de l'ethnie française. ».
Montandon subdivise l'« ethnie française » en types divers : nordique, alpin, dinarique, méditerranéen, avec certaines composantes allogènes (judaïque, négroïde, mongoloïde). Il inclut les photos d'Henri Barbusse, François Mauriac ou Pierre Benoit pour illustrer son propos et présente Benjamin Crémieux (critique littéraire français de religion juive et déporté-résistant) comme illustration du « type judaïque à affinités méditerranéennes » ou encore l'homme politique Léon Blum pour illustrer celui du « type judaïque à affinités alp-arméniennes ». L'ethnie est encore une fois définie à partir d'une considération somatique.

### Antisémitisme de Montandon
Le 15 décembre 1926, L'Humanité publie un article de Montandon, sous le pseudonyme de « Montardit », intitulé « L'origine des types juifs ».
Après ses premiers travaux d'ethnologie durant les années 1930, il publie en novembre 1935 dans la revue italienne La Difesa della Razza (La défense de la race) un article sur les Juifs intitulé « L'Etnia putana » (L'ethnie putain), expression dont il se resservira. Il publie ensuite, dans le numéro d'avril 1939 de Contre-Révolution, un article intitulé « La Solution ethno-raciale du problème juif », où il affirme : « Cette farouche intégrité du sang sémite fait des juifs les premiers ethno-racistes en date ». Dans le même article, il se prononce pour la création d'un État juif en Palestine « dont les Juifs seraient ressortissants, ne vivant dans d'autres États qu'en qualité d'étrangers, avec passeport et tout ce qui en découle ».
Montandon s'oppose à Charles Maurras et à son antisémitisme d'État : il soupçonne d'ailleurs Maurras d'être d'ascendance juive « marrane », alors qu'il l'avait d'abord classé en 1935 comme « type méditerranéen du littoral — carrefour de plusieurs types » (c'était également la thèse du pamphlétaire antisémite Urbain Gohier).
Le 2 juillet 1940, dans La France au travail, journal de Charles Dieudonné, il écrit : « En sus de ses fautes à elle, la nation française a été empoisonnée par l'esprit de l'ethnie putain. Ce qui en effet caractérise psychologiquement la communauté ethnique juive et légitime l'appellation scientifique sous laquelle nous la désignons, c'est non seulement sa luxure, mais avant tout le fait que cette communauté, au lieu de servir une patrie, un pays, se met, comme une fille publique, au service de tous les pays, tout en ayant refusé pendant deux mille ans de se fondre dans la population de ces pays. C'est l'esprit de l'ethnie putain qui, s'imposant aux Français : a) faisait bêler la paix, b) sabotait l'armement, c) et surtout dégoûtait la femme, depuis des décennies, de la maternité, grâce à sa presse en particulier, dont l'ancien Paris-Soir, dit « Pourrissoir », avec ses rubriques quasi pornographiques, dirigées par des putains juives, dont nous savons le nom, était le modèle accompli ».

Au cours de son cours introductif lors de l'inauguration de l'Institut d'étude des questions juives et ethnoraciales, publié en mai 1943, il énuméra plusieurs solutions possibles à la question juive, parmi lesquelles la ségrégation, l'assimilation, l'expulsion et l'émancipation, qu'il décrit comme ayant toutes échoué, et en concluant sur l'extermination,,:
Quelle est, pour nous autres, la solution normale appliquée au problème que pose d’une bande de gangsters [les Juifs]? Une seule: extirpation. Vous vous rendez donc compte que la conception sociale que nous avons envisagée de la communauté juive légitimerait par avance toutes les mesures, allant jusqu’à la mort du troupeau, qui auraient pour but d’assurer l’élimination totale de l’association filoutaire de nos pays d’Occident.

## Jugement contemporain sur ses travaux
Selon les ethnologues contemporains, il reste aujourd’hui du savant quelques traces dans les manuels d’ethnologie de la génération précédente (Paul Mercier, Histoire de l’anthropologie, 1966, p. 99 ; Jean Poirier, Ethnologie Générale, 1968, p.46-47), le souvenir d’un racisme dit scientifique sombrant, dès 1938, dans l’ignoble, quelques écrits représentatifs des préoccupations et controverses de l’époque, et bien des zones d’ombre,,.

## Publications

### Livres
- Frontières nationales. Détermination objective de la condition primordiale nécessaire à l’obtention d’une paix durable, Lausanne, Imprimeries Réunies, 1915.
- L'esclavage en Abyssinie : rapport rédigé à la demande de la Ligue suisse pour la défense des indigènes, Genève, Georg, 1923.
- Deux ans chez Koltchak et chez les Bolchéviques pour la Croix-Rouge de Genève : (1919-1921), Paris, F. Alcan, 1923.
- Au pays des Aïnou. Exploration anthropologique, Paris, Masson & Co, 1927.
- L'ologénèse humaine (Ologénisme), Paris, F. Alcan, 1928.
- La race, les races. Mise au point d'ethnologie somatique, Paris, Payot, 1933.
- L'ologenèse culturelle. Traité d’ethnologie cyclo-culturelle et d’ergologie systématique, Paris, Payot, 1934.
- L'Ethnie française, Paris, Payot, 1935.
- La civilisation Aïnou et les cultures arctiques, Paris, Payot, 1937.
- Comment reconnaître le Juif ? [suivi de Portrait moral du juif], Paris, Nouvelles Éditions Françaises, 1940.
- L'Homme préhistorique et les préhumains, Paris, Payot, 1943.

### Articles
- « A Journey in South-Western Abyssinia », The Geographical Journal, vol. 40, n° 4, 1912, pp. 372-391.
- Montandon George, « Le Ghimirra », La Géographie. Bulletin de la société de géographie, t. 25, 1912b, pp. 1-20.
- « Traversée du massif éthiopien, du désert somali à la plaine du Soudan (1909-1911). Étude comparée des zones parcourues et de leurs habitants », Le Globe, t. 51, 1912c, pp. 47-63.
- « Viaggio nell’Etiopia di Sud-Ouest », Bollettino della reale Societa geografica, t. 2, 1912d, pp. 1417-1428.
- « Au pays Ghimirra. Récit de mon voyage à travers le massif éthiopien (1909-1911) », Bulletin de la Société neuchâteloise de géographie, t. 22, 1913, p. 4-424.
- « Des tendances actuelles de l’ethnologie à propos des armes de l’Afrique », Archives suisses d’anthropologie générale, t. 1, 1914, pp. 103-135.
- « La généalogie des instruments de musique et les cycles de civilisation. Étude suivie du catalogue des instruments de musique du Musée ethnographique de Genève », Archives suisses d’Anthropologie générale, t. 3, n° 1, 1919, p. 1-120.
- « Mission en Sibérie. 22 mars 1919-17 juin 1921 », Revue internationale de la Croix-Rouge, n° 36, 1921, p. 1197-1232.
- « Notice préliminaire sur les Aïnou », Archives suisses d’Anthropologie générale, t. 4, n° 3, 1921, pp. 233-246.
- « Une descente chez les Indiens Havazoupaï du Rio-Colorado », Le Globe. Revue genevoise de géographie, t. 61, 1922, pp. 12-13.
- « Chez les Bouriates de Transbaïkalie », Le Globe. Revue genevoise de géographie, t. 62, 1923, pp. 10-11.
- « Gravures et peintures rupestres des Indiens du Cataract Canyon (Arizona) », L’Anthropologie, t. 33, 1923, pp. 347-355.
- « L’Empire communiste des Inca », Clarté, 15 avril 1924, p. 193-194.
- « Communisme des Jésuites, communisme des primitifs », Clarté, 1er mai 1924b, p. 217-218.
- «Ossendowski le menteur sans honneur. Comment on dépiste philologiquement les Ossendowski», Clarté no 69, 1924, et La Revue européenne, 1er janvier 1925
- « Craniologie paléosibérienne (Néolithiques, Mongoloïdes, Tchouktchi, Eskimo, Aléoutes, Kamtchadales, Aïnou, Ghiliak, Négroïdes du Nord) », L’Anthropologie, t. 36, 1926, p. 209-296, 447-542.
- «L'origine des types juifs», L'Humanité, 15 décembre 1926 (sous pseudonyme Montardit).
- « Aïnou, Japonais, Bouriates », L’Anthropologie, t. 37, 1927, pp. 97-124, 329-354.
- « L’ologénisme (ologénèse humaine) », La Revue mondiale, n° 3, 1927, pp. 223-229.
- « Une descente chez les Havazoupaï du Cataract Canyon », Journal de la société des américanistes de Paris, t. 19, 1927, pp. 145-154.
- « L’Ologénisme ou ologénèse humaine », L’Anthropologie, n° 39, 1929, pp. 103-122.
- « Un singe d’apparence anthropoïde en Amérique du Sud », Comptes rendus des séances de l’Académie des Sciences, 1929, pp. 815-817.
- « Découverte d’un singe d’apparence anthropoïde en Amérique du Sud », Journal de la société des américanistes, t. 21, n° 1, 1929, pp. 183-195.
- « Un singe anthropoïde actuel en Amérique », Revue scientifique illustrée, 1929e, pp. 268-269.
- « Les baguettes paléolithiques et les baguettes aïnous », L’Anthropologie, t. 40, 1930, pp. 287-290.
- « Précisions relatives au grand singe de l’Amérique du Sud », Archivio Zoologico Italiano, vol. 14, n° 2-4, 1930, pp. 441-456.
- « La vannerie aïnou et ses connexions », L’Anthropologie, t. 41, 1931, pp. 444-449.
- « La vannerie de la civilisation aïnoue », L’Ethnographie. Bulletin semestriel, n ° 28/29, 1934, pp. 1-18.
- «Le squelette du Professeur Papillault», Bulletins et Mémoires de la Société d'anthropologie de Paris, 1935, vol 6, n. 6-1-3, p. 5-22.
- « Revue d’ethnologie », La Revue générale des sciences pures et appliquées, vol. 47, 1936, pp. 448-455.
- « Mise au point de raciologie. Le problème des races. L’ethnie juive devant la science », Les Cahiers du Centre d’examen des tendances nouvelles, t. 1, 1938, pp. 5-21.
- « L’etnia puttana », La Difesa della Razza, 5 novembre 1939, pp. 18-22.
- «La solution ethno-raciale du problème juif», Contre-Révolution (journal), avril 1939.
- «L'ethnie juive et le type racial juif», Revue Internationale des Sociétés Secrètes, 15 juin 1939.
- « La Pologne future », Mercure de France, 1er février 1940.

### Préfaces
- L'Homme préhistorique: des préhumains aux races actuelles, de H. Weinhert, 1939

### Traductions en français
- Les Géants de la mer: requins, baleines, dauphins, par J. R. Norman, Paris, Payot,
- La civilisation caucasienne, d'Arthur Byhan, Paris, Payot, 1936
- Mœurs étranges des insectes, de A. Hyatt Verrill, Paris, Payot, 1938
- L'Homme préhistorique: des préhumains aux races actuelles, de[H. Weinhert, traduit de l'allemand, Paris, Payot, 1939
- La Chasse préhistorique, de Kurt Lindner, traduit de l'allemand, Paris, Payot, 1941